# Бота (Альберта)
Бота (англ. Botha) — село в Канаді, у провінції Альберта, у складі муніципального району Стеттлер № 6.

## Населення
За даними перепису 2016 року, село нараховувало 204 особи, показавши зростання на 16,6%, порівняно з 2011-м роком. Середня густина населення становила 186 осіб/км².
З офіційних мов обидвома одночасно володіли 5 жителів, тільки англійською — 200..
Працездатне населення становило 100 осіб (74,1% усього населення), рівень безробіття — 10% (18,2% серед чоловіків та 0% серед жінок). 90% осіб були найманими працівниками, а 10% — самозайнятими.
Середній дохід на особу становив $12 013 (медіана $12 002), при цьому для чоловіків — $12 013, а для жінок $12 013 (медіани — $12 002 та $12 002 відповідно).
29,6% мешканців мали закінчену шкільну освіту, не мали закінченої шкільної освіти — 29,6%, 40,7% мали післяшкільну освіту0.
| Статево-вікова структура населення | Статево-вікова структура населення | Статево-вікова структура населення | Статево-вікова структура населення | Статево-вікова структура населення |
| ---------------------------------- | ---------------------------------- | ---------------------------------- | ---------------------------------- | ---------------------------------- |
|                                    |                                    |                                    |                                    |                                    |
| Всього                             | Всього                             | 48,8%51,2%                         |                                    |                                    |
| 0 — 14 років                       | 0 — 14 років                       |                                    | 25%                                | 25%                                |
| 15 — 64 років                      | 15 — 64 років                      |                                    | 70%                                | 70%                                |
| 65 і більше                        | 65 і більше                        |                                    | 5%                                 | 5%                                 |
| Середній вік (років)               | Середній вік (років)               | 35,336,6                           | 36,0                               | 36,0                               |
| Медіана (років)                    | Медіана (років)                    | 34,735,5                           | 35,0                               | 35,0                               |
| — чоловіки — жінки                 |                                    |                                    |                                    |                                    |

| Походження мешканців:     | Походження мешканців:     | Походження мешканців: | Походження мешканців: | Походження мешканців: |
| ------------------------- | ------------------------- | --------------------- | --------------------- | --------------------- |
| Походження                |                           |                       | осіб                  | %                     |
| Корінні американці        | Корінні американці        |                       | 10                    | 4.9%                  |
| Інше північноамериканське | Інше північноамериканське |                       | 80                    | 39.22%                |
| Європейське               | Європейське               |                       | 145                   | 71.08%                |
| британське                | британське                |                       | 105                   | 51.47%                |
| французьке                | французьке                |                       | 30                    | 14.71%                |
| українське                | українське                |                       | 10                    | 4.9%                  |

| Зайнятість населення за галузями (за класифікацією NOC): | Зайнятість населення за галузями (за класифікацією NOC): | Зайнятість населення за галузями (за класифікацією NOC): | Зайнятість населення за галузями (за класифікацією NOC): | Зайнятість населення за галузями (за класифікацією NOC): |
| -------------------------------------------------------- | -------------------------------------------------------- | -------------------------------------------------------- | -------------------------------------------------------- | -------------------------------------------------------- |
|                                                          |                                                          |                                                          |                                                          |                                                          |
| Управління                                               | Управління                                               |                                                          | 15%                                                      | 15%                                                      |
| Бізнес, фінанси та адміністрування                       | Бізнес, фінанси та адміністрування                       |                                                          | 15%                                                      | 15%                                                      |
| Освіта, правозахист, муніципальні та урядові служби      | Освіта, правозахист, муніципальні та урядові служби      |                                                          | 10%                                                      | 10%                                                      |
| Роздрібна торгівля та послуги                            | Роздрібна торгівля та послуги                            |                                                          | 10%                                                      | 10%                                                      |
| Гуртова торгівля, транспорт та обладнання                | Гуртова торгівля, транспорт та обладнання                |                                                          | 20%                                                      | 20%                                                      |
| Природні ресурси, сільське господарство                  | Природні ресурси, сільське господарство                  |                                                          | 10%                                                      | 10%                                                      |
| Виробництво                                              | Виробництво                                              |                                                          | 10%                                                      | 10%                                                      |

## Клімат
Середня річна температура становить 2,9°C, середня максимальна – 21,6°C, а середня мінімальна – -19,2°C. Середня річна кількість опадів – 444 мм.
| Клімат поселення                              | Клімат поселення | Клімат поселення | Клімат поселення | Клімат поселення | Клімат поселення | Клімат поселення | Клімат поселення | Клімат поселення | Клімат поселення | Клімат поселення | Клімат поселення | Клімат поселення | Клімат поселення |
| Показник                                      | Січ.             | Лют.             | Бер.             | Квіт.            | Трав.            | Черв.            | Лип.             | Серп.            | Вер.             | Жовт.            | Лист.            | Груд.            |                  |
| Середній максимум, °C                         | −6               | −2,68            | 2,27             | 10,76            | 16,88            | 21,00            | 21,61            | 21,00            | 15,70            | 9,88             | 0,37             | −5,4             |                  |
| Середня температура, °C                       | −12,62           | −9,29            | −4,3             | 4,17             | 10,28            | 14,41            | 16,51            | 15,90            | 10,60            | 4,80             | −4,72            | −10,5            |                  |
| Середній мінімум, °C                          | −19,19           | −15,84           | −10,9            | −2,41            | 3,68             | 7,82             | 11,42            | 10,80            | 5,50             | −0,3             | −9,82            | −15,6            |                  |
| Норма опадів, мм                              | 21               | 14               | 20               | 24               | 46               | 83               | 81               | 56               | 39               | 20               | 22               | 18               |                  |
| Середньомісячна швидкість вітру, м/с          | 3.75             | 3.60             | 3.80             | 4.10             | 4.10             | 3.80             | 3.40             | 3.24             | 3.50             | 3.73             | 3.92             | 3.87             |                  |
| Середньомісячна сонячна радіація, кДж/м²·день | 3848             | 7488             | 12522            | 17506            | 20808            | 22096            | 22755            | 19158            | 13208            | 7988             | 4085             | 2860             |                  |
| --------------------------------------------- | ---------------- | ---------------- | ---------------- | ---------------- | ---------------- | ---------------- | ---------------- | ---------------- | ---------------- | ---------------- | ---------------- | ---------------- | ---------------- |
| Джерело:                                      |                  |                  |                  |                  |                  |                  |                  |                  |                  |                  |                  |                  |                  |